# Tremplin de Skalite
Les tremplins de Skalite, sont des tremplins de saut à ski situé à Szczyrk en Pologne.

## Historique
La première compétition à Skalite s'est déroulé le 14 février 1937 c'est alors un tremplin de 40 mètres. Après la Seconde Guerre mondiale il est modernisé, les sauts de 70 mètres y sont désormais effectués. Le premier record de 63,5 m après la modernisation est établi en 1953 par Antoni Wieczorek. Pendant des décennies l'épreuve la plus importante disputée à Skalite est la Coupe des Beskides, par ailleurs le championnat de Pologne y est souvent organisé.
Dans les années 1970 il est reconstruit sur le modèle du tremplin de Holmenkollen, le record de l'époque est de 86,5 m obtenu par l'allemand Axel Zitzman.
Le tremplin subit une dernière modification en 2007/2008, il devient un site de K-95 et de taille HS-106. Le premier saut est effectué par Piotr Żyła et l'inauguration a lieu le 16 février 2008 lors de la coupe FIS.
En 2009 un tremplin de K-70 y est ajouté sur le site et le 23 juillet 2010 a lieu l'ouverture officielle du tremplin K-40.

## Records du tremplin K-95

### Records d'hiver
| Records en hiver | Records en hiver | Records en hiver   | Records en hiver | Records en hiver |
|                  | Date             | Vainqueur          | Distance         |                  |
| ---------------- | ---------------- | ------------------ | ---------------- | ---------------- |
| 1.               | 15 février 2008  | Piotr Żyła         | 102 m            |                  |
| 2.               | 17 février 2008  | Łukasz Rutkowski   | 104 m            |                  |
| 3.               | 17 février 2008  | Piotr Żyła         | 104,5 m          |                  |
| 4.               | 20 février 2008  | Maciej Kot         | 104,5 m          |                  |
| 5.               | 20 février 2008  | Krzysztof Miętus   | 104,5 m          |                  |
| 6.               | 17 février 2009  | Adrian Schuler     | 105,5 m          |                  |
| 7.               | 17 février 2009  | Vladimir Zografski | 106,5 m          |                  |
| 8.               | 17 février 2009  | Peter Prevc        | 107 m            |                  |
| 9.               | 17 janvier 2010  | Klemens Murańka    | 107 m            |                  |
| 10.              | 1er mars 2011    | Krzysztof Leja     | 116 m            |                  |

### Records d'été
| Records en été | Records en été  | Records en été | Records en été | Records en été |
|                | Date            | Vainqueur      | Distance       |                |
| -------------- | --------------- | -------------- | -------------- | -------------- |
| 1.             | 24 juillet 2010 | Kamil Stoch    | 108 m          |                |
|                | 24 juillet 2010 | Tomasz Byrt    | 109 m          |                |
| 2.             | 20 juillet 2011 | Maciej Kot     | 106 m          |                |

## Combiné nordique
Les 12 et 13 mars 2011, le tremplin HS 106 a été utilisé pour la Coupe continentale. Les compétitions ont respectivement été remportées par l'Autrichien Lukas Klapfer
et par le Norvégien Magnus Krog.
L'équipe nationale polonaise s'entraîne régulièrement à Szczyrk, en raison de sa proximité avec la ville de Katowice, où se trouve le club AZS AWF Katowice (de), dont sont membres les coureurs Adam Cieślar, Szczepan Kupczak et Paweł Słowiok.